# Sonderunternehmen Völkerbund
Das Sonderunternehmen mit dem Decknamen Völkerbund war ein deutsches Unternehmen zur Partisanenbekämpfung, nachdem Partisanen während der Besetzung der Insel Kreta im Zweiten Weltkrieg deutsche Fallschirmjäger getötet und verwundet hatten. Es fand in der Zeit vom 1. bis 9. September 1941 statt und wurde von Major Friedmann von der 5. Gebirgs-Division durchgeführt, dem ein verstärktes Regiment zur Verfügung stand.
Bei einem ersten Sonderunternehmen am 1. August 1941 waren eine Anzahl von Dörfern wie Alikianos am Fuße des Hochgebirges durchsucht worden. Nachdem dabei nur 21 Personen gefasst werden konnten, wurde befohlen, dass ein zweites Sonderunternehmen Völkerbund auch in das Hochgebirgsmassiv, dessen Mittelpunkt die Omalos-Hochebene bildet, vordringen sollte. Die Fahndungslisten und die standgerichtlichen Urteile waren im Referat V B1 des Reichssicherheitshauptamtes (RSHA), das für Berufs- und Gewohnheitsverbrecher zuständig war, vorbereitet worden. Die drei Standgerichte hatten ihren Sitz in Paleochora, Chora Sfakion und im Zuchthaus Agia. 110 Männer wurden zum Tode verurteilt und erschossen. Weitere 39 männliche Zivilpersonen wurden auf der Flucht und im Gelände bei bewaffnetem Widerstand erschossen.
Das Sonderunternehmen Völkerbund stand in direktem Zusammenhang zur Invasion Kretas, die vom 20. Mai bis Anfang Juni 1941 dauerte. Noch während der Kampfhandlungen begannen die deutschen Truppen, Geiseln zu nehmen. So berichtet Generalmajor Julius Ringel, Kommandeur der 5. Gebirgs-Division, über ein Gefecht vom 4. Juni 1941:
„Ein zäher und verbissener Kampf, an dem sich sogar Kinder und Frauen beteiligen. Es wird schärfstens durchgegriffen. Nachdem die Gräueltaten der griechischen Bevölkerung und wahrscheinlich auch durch griech. Soldaten bekannt geworden waren, befahl die Div. für jeden deutschen Verwundeten oder Gefallenen 10 Kreter zu erschießen, Gehöfte und Dörfer, in denen deutsche Truppen beschossen werden, niederzubrennen, in allen Orten Geiseln sicherzustellen.“
Den Maßnahmen fielen vom Beginn der Invasion bis September 1941 über 2.000 Kreter zum Opfer.